# Iodeto de césio
Iodeto de césio é um composto iônico salino com a fórmula química CsI. Trata-se de um sólido cristalino incolor, muito solúvel em água com sabor salgado, sendo obtido pela reação química de uma solução de ácido iodídrico (HI) com hidróxido de césio (CsOH) ou pela reação direta entre césio e iodo, uma reação tão violenta que pode ser muito perigosa devido ao risco de explosão. É um sal levemente higroscópico. Ele encontra algumas aplicações interessantes devido às suas propriedades cintilantes, sendo usado em alguns aparelhos de fluoroscopia.

## Usos
Uma importante aplicação de cristais de iodeto de césio, que são cintilantes, é a calorimetria em física de partículas eletromagnéticas experimental. CsI puro é um material rápido e denso cintilante com rendimento de luz relativamente alto. Ela mostra dois componentes principais de emissão. Um na região do ultravioleta próximo ao comprimento de onda de 310 nm e um em 460 nm. As desvantagens de CsI são um gradiente de temperatura elevada e um ligeiro higroscopicidade.